# Elezioni presidenziali in Bulgaria del 2006
Le elezioni presidenziali in Bulgaria del 2006 si tennero il 22 ottobre (primo turno) e il 29 ottobre (secondo turno); videro la vittoria di Georgi Părvanov, indipendente sostenuto dal Partito Socialista Bulgaro.

## Risultati
| Candidati       | Partiti                         | I turno   | I turno | II turno  | II turno |
| Candidati       | Partiti                         | Voti      | %       | Voti      | %        |
| --------------- | ------------------------------- | --------- | ------- | --------- | -------- |
| Georgi Părvanov | Partito Socialista Bulgaro      | 1 780 119 | 64,05   | 2 050 488 | 75,95    |
| Volen Siderov   | Unione Nazionale Attacco        | 597 175   | 21,49   | 649 387   | 24,05    |
| Nedelčo Beronov | Unione delle Forze Democratiche | 271 078   | 9,75    |           |          |
| Georgi Markov   | Ordine, Legge e Giustizia       | 75 478    | 2,72    |           |          |
| Petăr Beron     | Indipendente                    | 21 812    | 0,78    |           |          |
| Grigor Velev    | Indipendente                    | 19 857    | 0,71    |           |          |
| Ljuben Petrov   | Indipendente                    | 13 854    | 0,50    |           |          |
| Totale          | Totale                          | 2 779 373 | 100     | 2 699 875 | 100      |